# Aidan Walsh
Aidan Walsh (* 28. März 1997 in Belfast) ist ein irischer Boxer im Weltergewicht, der eine Bronzemedaille bei den Olympischen Spielen 2020 in Tokio gewann. Zusammen mit seiner Schwester Michaela Walsh sind sie das erste Geschwisterpaar, Bruder und Schwester, das sich im Boxen für dieselben olympischen Spiele qualifizieren konnte.

## Boxkarriere
Aidan Walsh trainiert im Boxclub Monkstown und wird unter anderem von John Conlan, Peter Brady und Damian Kennedy trainiert. Er war Achtelfinalist der Junioren-Europameisterschaften 2013 in Anapa und gewann die Goldmedaille im Halbweltergewicht bei den Commonwealth-Jugendspielen 2015 in Apia.
Bei den Commonwealth Games 2018 in Gold Coast gewann er die Silbermedaille im Weltergewicht, nachdem er im Finale gegen Pat McCormack unterlegen war. Gegen diesen schied er dann auch bei den Weltmeisterschaften 2019 in Jekaterinburg im zweiten Kampf knapp mit 2:3 aus.
Bei der europäischen Olympiaqualifikation im März 2020 in London besiegte er Pavel Kamanin, ehe das Turnier aufgrund der COVID-19-Pandemie unterbrochen wurde. Bei der Fortsetzung der Qualifikation im Juni 2021 in Paris besiegte er noch Wahid Hambli und Jewhen Barabanow, womit er sich für die Olympischen Spiele in Tokio qualifizierte. Bei den Spielen selbst besiegte er Albert Mengue und Merven Clair, ehe er aufgrund einer Verletzung nicht zu seinem Halbfinalkampf gegen Pat McCormack antreten konnte und daher mit einer olympischen Bronzemedaille ausschied. 2022 gewann er im Halbmittelgewicht die Commonwealth Games in Birmingham. Er besiegte dabei Arena Pakela, Harris Akbar, Garan Croft und Tiago Muxanga.
Beim 2. olympischen Qualifikationsturnier im Juni 2024 in Bangkok siegte er im Halbmittelgewicht gegen den Kenianer Boniface Maina, den Algerier Youcef Yaïche und den Ukrainer Jurij Sacharjejew, womit er sich für die Olympischen Spiele 2024 in Paris qualifizierte. Bei den Olympischen Spielen verlor er gegen Makan Traoré.